# Night at the Museum: Secret of the Tomb
Night at the Museum: Secret of the Tomb (bra: Uma Noite no Museu 3 - O Segredo da Tumba ou Uma Noite no Museu 3: O Segredo da Tumba; prt: À Noite no Museu: O Segredo do Faraó) é um filme estadunidense de 2014, continuação do filme Night at the Museum: Battle of the Smithsonian, de 2009, dirigido por Shawn Levy, com roteiro de Ben Garant e Thomas Lennon, e estrelado por Ben Stiller, com Skyler Gisondo, Dan Stevens, Owen Wilson, Steve Coogan, Rebel Wilson, Rick Gervais e Robin Williams nos demais papéis.

## Sinopse
Em 1938, um grupo de arqueólogos descobre a Placa de Ahkmenrah na tumba do faraó no Egito. Os habitantes acreditam que remover a placa anulará seus poderes mágicos. Nos dias de hoje, o segurança Larry Daley (Ben Stiller) segue com seu inusitado trabalho no Museu Americano de História Natural de Nova Iorque. Um belo dia, descobre que a peça (A placa de Ahkmenrah) que faz os objetos do museu ganharem vida está sofrendo um processo de danificação. Com isso, todos os amigos de Larry correm o risco de não ganharem mais vida. Para tentar salvá-los, ele vai para Londres pedir a orientação do faraó (Ben Kingsley) que está em exposição no museu local. A placa, no entanto, faz com que as exposições do museu ganhem vida pela primeira vez e dificultem Larry e seus amigos de falar com o Faraó e recuperar a peça danificada, já que se a peça não for restaurada naquela noite, os amigos de Larry poderão nunca mais ganhar vida.

## Elenco
- Ben Stiller como Lawrence "Larry" Daley
  - Laaa, o Neanderthal
- Skyler Gisondo como Nicholas "Nick" Daley
- Robin Williams como Theodore Roosevelt
  - Garuda de Tibério (voz)[9]
- Dan Stevens como Lancelot
- Ricky Gervais como Dr. McPhee[10]
- Owen Wilson como Jedediah Smith
- Steve Coogan como Caio Otávio
- Rebel Wilson como Tilly, a Guarda Noturna[11]
- Ben Kingsley como Faraó Egípcio[12]
- Crystal como Dexter
- Patrick Gallagher como Átila, o Huno
- Rami Malek como Faraó Ahkmenrah
- Brad Garrett  como Moai da Ilha de Páscoa (voz)
- Mizuo Peck como Sacagawea
- Ben Kingsley como Merenkahre
- Dick Van Dyke como Cecil Fredericks
  - Percy Hynes White como Cecil Fredericks (criança)
- Mickey Rooney como Gus
- Bill Cobbs como Reginald
- Andrea Martin como Rose
- Brennan Elliott como Robert Fredericks
- Matt Frewer como Archibald Stanley
- Anjali Jay como Shepseheret
- Hugh Jackman como ele mesmo
- Alice Eve como ela mesma

## Produção
A continuação de Uma Noite no Museu e Uma Noite no Museu 2 que a 20th Century Fox planejou desde 2010 finalmente aconteceu. O diretor Shawn Levy e o astro Ben Stiller estavam em Night at the Museum 3, que chegaram aos cinemas dos EUA em 25 de dezembro de 2014. Segundo o Production Weekly, as filmagens começaram em fevereiro de 2014 em Vancouver, no Canadá, e em Londres. A trama agora se muda para um museu em Londres. Robin Williams retornou  como Teddy Rossevelt e Dan Stevens (Downton Abbey) foi Lancelot, o vilão do filme.
Esse foi o último filme de Robin Williams, que faleceu em 11 de agosto de 2014, de enforcamento.

## Recepção
O Metacritic, que usa uma média ponderada, atribuiu ao filme uma pontuação de 51 em 100, baseado em 32 críticos, indicando críticas "mistas ou médias".